# Mererid Hopwood
Mererid Hopwood (Cardiff, 1964) è una scrittrice gallese di lingua gallese.

## Biografia
Ha segnato la storia della letteratura gallese in quanto è stata la prima donna ad avere vinto la "Sedia bardica" dell'Eisteddfod (Festival) nazionale del Galles a Denbigh nel 2001.
Nata a Cardiff da una famiglia originaria di Pontiago, nel Pembrokeshire occidentale, si è laureata con il massimo dei voti in spagnolo e tedesco presso l'università di Aberystwyth, prima di specializzarsi all'università di Londra. Dal 2002 è stata per alcuni anni docente di tedesco all'università di Swansea, e docente di scrittura creativa nel dipartimento di lingua gallese della stessa università. Attualmente è insegnante di spagnolo nel liceo "Ysgol Gyfun Gymraeg Bro Myrddin" di Carmarthen. Nel 2003 ha vinto la "Corona della poesia" all'Eisteddfod di Meifod (Montgomeryshire), e nel 2008 la "Medaglia della prosa" all'Eisteddfod di Cardiff per il suo libro O Ran, diventando anche la prima donna ad avere vinto tutti i tre premi principali dell'Eisteddfod nazionale. Nel 2005 ha vinto il premio "Bardd Plant Cymru" relativo alla letteratura per ragazzi. Nel 2012 ha vinto il premio "Glyndwr Award" del "MOMA" di Machynlleth. È presentatrice presso lo S4C, il canale televisivo in lingua gallese. È membro dello "Arts Council of Wales" nella sezione del Galles centrale e occidentale.
Nell'agosto del 2009 fu candidata, prima donna della storia, a ricoprire l'incarico di Arcidruido dell'Eisteddfod nazionale, in seguito alla morte di Dic Jones. Nel novembre dello stesso anno decise di ritirarsi dalla selezione, lasciando il posto a T. James Jones.
Attualmente vive a Llangynnwr (Carmarthenshire) con il marito Martin e i tre figli Hanna, Miriam e Llewelyn.

## Opere

### Libri per ragazzi
- Byd Llawn Hud, Gwasg Gomer, 2004
(in collaborazione con Ceri Wyn, Tudur Dylan, Sonia Edwards, Elinor Wyn Reynolds)
- Caneuon y Coridorau, Gwasg Carreg Gwalch, 2005
(in collaborazione con Tudur Dylan, Gwion Hallam, Caryl Parry Jones, Mei Mac, Ceri Wyn)
- Plentyn, Gwasg y Dref Wen, 2005
- Yr Ynys Hud, Gwasg Gomer, 2005
- O'r Môr i Ben y Mynydd, Rhigymau Rhyfedd (Llyfr Mawr), Gwasg Gomer, 2005
- O'r Môr i Ben y Mynydd, Gwasg Gomer, 2006
- Y Tandem Hud, Gwasg Gwynedd, 2006
- Ar Bwys..., Gwasg Gomer, 2007
- Trysor Mam-Gu, Gwasg Gomer, 2010
- Straeon o'r Mabinogi, Gwasg Gomer, 2011
- Morgan y Merlyn a Cai, Gwasg Gomer, 2013

### Libri per adulti
- Contemporary German Writers Series: Sarah Kirsch, Gwasg Prifysgol Cymru/University of Wales Press, 1997
(in collaborazione con David Basker e Rhys W. Williams)
- Singing in Chains: Listening to Welsh Verse, Gwasg Gomer, 2004
- Seren Lowri, 2005
- Hon: Ynys y Galon - Delweddau o Ynys Gwales yng Ngwaith Iwan Bala, Gwasg Gomer, 2007
(in collaborazione con Iwan Bala, Sioned Davies, Siân Melangell Dafydd, Jon Gower, Iwan Llwyd, Bethan Mair, John Meirion Morris, Twm Moris)
- O Ran, Gwasg Gomer, 2008
- Poets' Graves/Beddau'r Beirdd, Gwasg Gomer, 2014 (con Damian Walford Davies)